# Alyson Avenue
Alyson Avenue é uma banda sueca de rock melódico formada em Helsingborg, Escânia pelo tecladista Niclas Olsson e o baixista Thomas Löyskä.

## História
A banda foi formada em 1989 pelos músicos e amigos Niclas Olsson e Thomas Löyskä com o intuito de tocar algo similar ao rock melódico de outras bandas suecas como Europe e Treat.
A princípio, a cantora Anette Olzon (que na época assinava como Anette Blyckert) atuaria apenas como backing vocal em uma demo, mas devido à sua boa performance ela assumiu o posto de vocalista oficial, que até então pertencia ao cantor Tommy Stråhle. Em 1997, eles gravaram um single intitulado "We Can Clean the Air", como uma ação promocional para uma empresa sueca de filtros de ar.
Em 1999, o grupo decidiu enviar uma demo para a mídia especializada e obteve um retorno positivo da revista belga Rock Report, viabilizando o contato da banda com algumas gravadoras. Contudo, nada aconteceu até a gravação de uma segunda demo de quatro faixas que finalmente resultou em um contrato com o selo AOR Heaven.
O álbum de estreia da banda, Presence of Mind, foi então lançado em 9 de novembro de 2000 sob diversas críticas positivas, incluindo uma ótima resenha na revista nipônica Burrn!, que proporcionou uma maior vendagem do disco no Japão.
Em 26 de abril de 2004, foi disponibilizado o segundo álbum Omega, que gerou o single "I Am (Your Pleasuremaker)". A banda ainda realizou alguns concertos promocionais na Suécia para divulgar o disco.
Em novembro de 2005, Olzon decidiu enviar uma demo para as audições de escolha da segunda vocalista da banda finlandesa de metal sinfônico Nightwish, após a demissão da cantora original Tarja Turunen. Encorajada pelos demais membros do Alyson Avenue, alguns deles chegaram ainda a gravar as partes instrumentais da canção "Ever Dream", do álbum Century Child (2002), cuja versão de Olzon despertou o interesse do líder do Nightwish, Tuomas Holopainen. Em 2006, conforme a iminente contratação de Anette no Nightwish progredia, ela decidiu sair da banda. Sua identidade como nova vocalista do grupo finlandês foi revelada ao público em 24 de maio de 2007.
Enquanto isso, o Alyson Avenue ficou inativo por três anos até finalmente anunciar Arabella Vitanc como sua nova vocalista em maio de 2009. O terceiro álbum da banda, intitulado Changes, saiu em 10 de junho de 2011 através da gravadora Avenue of Allies, e contou com diversas participações especiais. Algum tempo depois em 27 de outubro de 2013, a banda anunciou em sua página no Facebook que "não haveriam mais álbuns do Alyson Avenue".
No entanto, Niclas e a ex-vocalista Anette se juntaram em 2015 para a regravação da faixa "Without Your Love", como uma comemoração de 15 anos do álbum Presence of Mind. Em 2018, Niclas, Fredrik, Tony e Anette se reuniram para uma performance especial em um festival na cidade sueca de Malmö, com exceção do baixista aposentado Thomas Löyskä, que foi substituído por Christer Engholm. Desde então o grupo se encontra inativo, enquanto seus integrantes dedicam-se a projetos paralelos.
Através da sua página do Facebook, em julho de 2025, anunciaram que o baterista da banda encontrou material da década de 90 que nunca chegou a fazer parte dos seus álbuns. Ao ouvi-lo, ficaram surpreendidos com a sua qualidade e estão a considerar regravá-lo juntamente com material novo, embora em 2018 tenham anunciado o seu regresso, a pandemia tenha interrompido os seus planos. A banda manifestou interesse em retomar a sua atividade e consultou o público sobre a possibilidade de regravar material inédito juntamente com novas composições.

## Formação

### Atual
- Niclas Olsson – teclado, vocal de apoio (desde 1989)
- Fredrik Eriksson – bateria, vocal de apoio (desde 2004)
- Tony Rothla – guitarra (2009–2011; desde 2018 · sessão: 1997–2000)
- Christer Engholm – baixo (desde 2018)

### Ex-membros
- Göran Forssén – baixo (2012–2013)
- Michael Nilsson – guitarra (2011–2013 · sessão: 2011)
- Arabella Vitanc – vocais (2009–2013)
- Thomas Löyskä – baixo (1989–2012)
- Anette Olzon – vocais (1989–2006 · sessão/ao vivo: 2015; 2018)
- Kim Cederholm – guitarra (2005)
- Jarmo Piironen – guitarra (2000)
- Roger Landin – bateria (1997–2000)
- Tommy Stråhle – vocais (1989)

### Membros de apoio
- Christofer Dahlman – guitarra (sessão/ao vivo: 2000–2005)
- Patrick Svärd – guitarra (sessão: 2000–2004)

## Discografia

### Álbuns de estúdio
- Presence of Mind (2000)
- Omega (2004)
- Changes (2011)

### Álbuns demo
- Demos 1992-1994 (1999)

### Singles
- "We Can Clean the Air" (1997)
- "I Am (Your Pleasuremaker)" (2006)
- "Without Your Love (Anniversary Version)" (2015)